# Apers
De familienaam Apers heeft twee mogelijke herkomsten:
- Als patroniem afgeleid van de voornaam Aper. Deze voornaam is op zijn beurt vermoedelijk ontstaan uit de voornaam Albrecht door een assimilatie van -lb- in -b- en vervolgens door verscherping van de -b naar -p.
- Van het Latijnse woord "aper" dat everzwijn of wild zwijn betekent.

## Variaties
Abers, Aper, Apere, Appers, Appert

## Voorkomen[1][2]
Belgische gegevens uit 1998 en Nederlandse gegevens uit 2007
- Apers: 1.151 in België en 92 in Nederland.
- Abers: 0 in België en 10 in Nederland.
- Apere: 69 in België en 0 in Nederland.
- Appers: 9 in België en 26 in Nederland.
- Appert: 1 in België en 7 in Nederland.

## Bekende naamdragers
- Luc Apers, Belgisch cabaretier en goochelaar
- Evelien Apers, actrice in onder andere De zusjes Kriegel
- Kathleen Apers, actrice in onder andere De zusjes Kriegel
- Frank Apers, Belgische fotograaf, werd tweede in de "Colour Art Photo Congres" 2009
- Ruben Apers, Belgisch wielrenner